# Campionati mondiali di ginnastica ritmica 2009 - Fune e nastro a squadre
La finale di fune e nastro a squadre si è svolta al Sun Arena il 13 settembre 2009.
A questa finale hanno partecipato 8 nazioni.

## Finale
| Pos.    | Nome        | Diff. | Art.  | Esec. | Pen. | Totale |
| ------- | ----------- | ----- | ----- | ----- | ---- | ------ |
| Oro     | Italia      | 8.800 | 9.050 | 8.800 |      | 26.650 |
| Argento | Bielorussia | 8.750 | 9.000 | 8.850 |      | 26.600 |
| Bronzo  | Russia      | 8.800 | 8.800 | 8.700 |      | 26.300 |
| 4       | Giappone    | 8.475 | 8.750 | 8.750 |      | 25.975 |
| 5       | Bulgaria    | 8.425 | 8.950 | 8.250 |      | 25.625 |
| 6       | Azerbaigian | 8.175 | 8.600 | 8.450 |      | 25.225 |
| 7       | Spagna      | 8.125 | 8.550 | 8.200 |      | 24.875 |
| 8       | Israele     | 7.775 | 8.300 | 7.950 |      | 24.025 |